# Karaimische Sprache
Die karaimische Sprache (karaimisch Къарай тил Qaraj til), kurz Karaimisch, ist eine Turksprache aus dem Zweig der kiptschakischen Sprachen. Sie wird von der ethnisch-religiösen Gruppe der Karäer gesprochen, die sich etwa im 8. Jahrhundert vom Judentum abgespalten hat und heute noch im Baltikum, Osteuropa, der Türkei und auch in Israel einige Anhänger hat.
Das ISO3-Sprachkürzel ist kdr.

## Alternative Bezeichnungen
Die karaimische Sprache ist auch unter anderen Namen bekannt. So werden auch Karay tili sowie die hebräische Bezeichnung לשון קדר Laschon Kedar, deutsch ‚Sprache der Karäer‘ verwendet. In der türkischen Turkologie wird die Bezeichnung „karaimisches Türkisch“ (Karay Türkçesi)  verwendet.

## Hauptverbreitungsgebiet
Karaimisch wurde im 20. Jahrhundert in kleinen Sprachinseln in Trakai und Panevėžys (Litauen) und in den Gebieten Luzk und Halytsch (West-Ukraine) und auf der Krim gesprochen. Kleinere Minderheiten finden sich auch in der Türkei und in Israel. Heute wird das Karaimische lediglich in Trakai noch in gewissem Maß gepflegt. Als Beitrag zu seiner Erhaltung erschien 2003 eine CD, die in die Sprache und Kultur einführt. Dagegen ist der Dialekt von Halytsch nahezu ausgestorben.
Von den 2602 Karäern gaben bei der letzten Volkszählung der UdSSR im Jahre 1989 nur noch 503 Karaimisch als Muttersprache an, während es noch 52 als Zweitsprache nannten.

## Dialekte

### Westkaraimische Dialekte
Die Karaimische Sprache lässt sich in zwei Dialektgruppen aufteilen: West- und Ostkaraimisch. Der westkaraimische Dialekt umfasst die Dialekte der Karäer um Trakai und Vilnius (Nordwestkaraimisch) sowie Luzk und Halytsch (Südwestkaraimisch). Das Westkaraimische weist typische Merkmale im Wortschatz auf, so kommen im Trakai-Karaimischen Dialekt häufig russische, polnische oder litauische Lehnwörter vor, im Halytsch- bzw. Luzk-Karaimischen meistens polnische und ukrainische.

### Ostkaraimischer Dialekt
Der ostkaraimische Dialekt wird im Gegensatz zum westkaraimischen Dialekt von auf der Krim lebenden Karäern gesprochen. Das Ostkaraimische weist einen starken Einfluss des Krimtatarischen auf.

## Klassifizierung
Die karaimische Sprache wird mit Krim-Tatarisch, Kumykisch und Karatschai-Balkarisch der kiptschak-oghusischen oder westkiptschakischen Gruppe zugerechnet, die zum kiptschakischen oder nordwestlichen Zweig der Turksprachen gehört (siehe auch den Artikel Turksprachen).

## Schrift
Seit dem Mittelalter ist Karaimisch eine bedeutende Literatursprache, die überwiegend in hebräischen Buchstaben geschrieben wurde. In der ersten Hälfte des 20. Jahrhunderts gab es eine Phase, in der auch nichtreligiöse Texte auf Karaimisch veröffentlicht wurden. So erschien von 1931 bis 1938 in Luzk die Zeitschrift Karaj Awazy.
In der Zwischenkriegszeit wurde in Polen eine sich an der polnischen Orthographie orientierenden (ch, cz, ć, dz, dź, ł, ń, sz, ś, w, y, ż, ź + ö, ü, ť, ď) lateinischen Schrift für die westkaraimischen Dialekte verwendet.
In der sowjetischen Zeit wurde Karaimisch mit der kyrillischen Schrift geschrieben, so auch in einer 1964 auf Russisch erschienenen Grammatik. Nach der Unabhängigkeit Litauens ist man in Trakai zur lateinischen Schrift übergegangen, wobei sich die Orthographie teilweise an der litauischen (und zum Teil auch) orientiert. Eine ans Türkische angelehnte Schreibweise findet sich in einer kurzen Darstellung des Trakai-Dialekts auf Englisch, die 2006 veröffentlicht wurde.
Lateinisches Alphabet
| A a | B ʙ | C c | Ç ç | D d | E e | F f | G g |
| H h | I i | J j | Q q | Ƣ ƣ | L l | M m | N n |
| Ꞑ ꞑ | O o | Ɵ ɵ | P p | S s | Ş ş | Ь ь | K k |
| U u | V v | Y y | R r | T t | X x | Z z | Ƶ ƶ |

Kyrillisches Alphabet
| А а | Б б   | В в | Г г | Гъ гъ | Д д   | Дж дж | Е е |
| Ж ж | З з   | И и | Й й | К к   | Къ къ | Л л   | М м |
| Н н | Нъ нъ | О о | Ӧ ӧ | П п   | Р р   | С с   | Т т |
| У у | Ӱ ӱ   | Ф ф | Х х | Хъ хъ | Ц ц   | Ч ч   | Ш ш |
| Ъ ъ | Ы ы   | Ь ь | Э э | Ю ю   | Я я   |       |     |

## Textbeispiel
„Jazyn Trochta astry šatyr. Kujaš jarytat da avier iśsi. Kiop karaj kieliat' Trochka tynč alma da šatyrlanma. Ištyrynadlar otrač usnu da čomunadlar giol'dia. Sioźliejd'liar dostlarba. Kiečkorun olturadlar Paryžda da bijaniad'liar kiorkliu kiermiańbie da giol'bie. Ėrtianbyla da ėr kišiliar baradlar balych tutma.“